# Суфле (јело)
Суфле (фр. soufflé) је јело од печених јаја које потиче из Француске почетком 18. века. У комбинацији са разним другим састојцима, може се послужити као слано главно јело или засладити као десерт. Реч је прошли партицип глагола souffler, што значи дувати, дисати или надувати.
Суфле је у популаран још од 19. века са репутацијом да није лако постићи. У 21. веку, стварају се нови и креативни облици.

## Историја
Најраније помињање суфлеа приписује се француском мајстору кувару, Винсенту Ла Шапелеу, почетком 18. века. Развој и популаризација суфлеа обично се везује за француског кувара Мариа Антуана Карема у раном деветнаестом веку.  

## Састојци и припрема
Суфлеи се обично припремају од две компоненте:
1. ароматизовани крем,[6] сос или бешамел,[2][6] или пире као основа[6]
2. беланца умућена у чврст снег[2]

Основа даје укус, а беланца даје јелу надутост. Намирнице које се обично користе за ароматизирање базе укључују зачинско биље, сир и поврће  за слане суфлее; и џем, воће, бобице, чоколаду, банане и лимун за десертни суфле.
Суфле се углавном пече у посуди за суфле: то је обично застакљена, округла порцеланска посуда са равним дном, са неглазираним дном, вертикалним или скоро вертикалним странама и назубљеним спољним ивицама. Посуда може бити премазана танким слојем путера како би се спречило да се суфле лепи. Неки препарати такође укључују додавање премаза од шећера, мрвица хлеба или ренданог тврдог сира као што је пармезан поред путера; неки кувари верују да то омогућава да се суфле лакше диже.
 

Након кувања, суфле је надувен и пахуљаст. Може се послужити са сосом на суфлеу, као што је слатки сос за десерт, или уз сорбет или сладолед.  Када се сервира, врх суфлеа може бити пробушен прибором за сервирање како би се раздвојио на појединачне порције. Ово такође може омогућити да се сос интегрише у јело.
- Суфле од лимуна
- Суфле од сира
- Суфле у јапанском ресторану
- Суфле у рамекину
- Суфле од бобица у шољици за кафу

## Варијације
Постоји велики број варијација сланих и слатких суфлеа.  Слани суфлеи често укључују сир и поврће као што су спанаћ, шаргарепа и зачинско биље, а понекад могу укључивати и живину, сланину, шунку или морске плодове за богатије јело. Слатки суфлеи могу бити засновани на чоколадном или воћном сосу (на пример, од лимуна или малине) и често се служе са посипањем шећера у праху.  Штедљиви рецепти понекад наглашавају могућности прављења суфлеа од остатака. 
Може се послужити сам, са сладоледом, воћем или сосом.
 

Суфле од јабуке се прави тако што се калуп за торте обложи пиринчем куваним у заслађеном млеку и пече док не стегне. „Бордура“ од пиринча се пуни згуснутим мармеладом од јабука и умућеним беланцима и пече док не нарасте. 
- суфле варијације
- Суфле од сира у тепсији
- Суфле сервиран са сладоледом